# Lysandra impar
Lysandra impar är en fjärilsart som beskrevs av Edward Alfred Cockayne 1916. Lysandra impar ingår i släktet Lysandra och familjen juvelvingar. Inga underarter finns listade i Catalogue of Life.